# Rheingauviertel (Berlijn)
Het Rheingauviertel is een wijk in het Berlijnse stadsdeel Wilmersdorf. De straten en pleinen in de wijk zijn merendeels genoemd naar steden en plaatsen uit de Rheingau. Het gebied wordt begrensd door de volgende straten:  

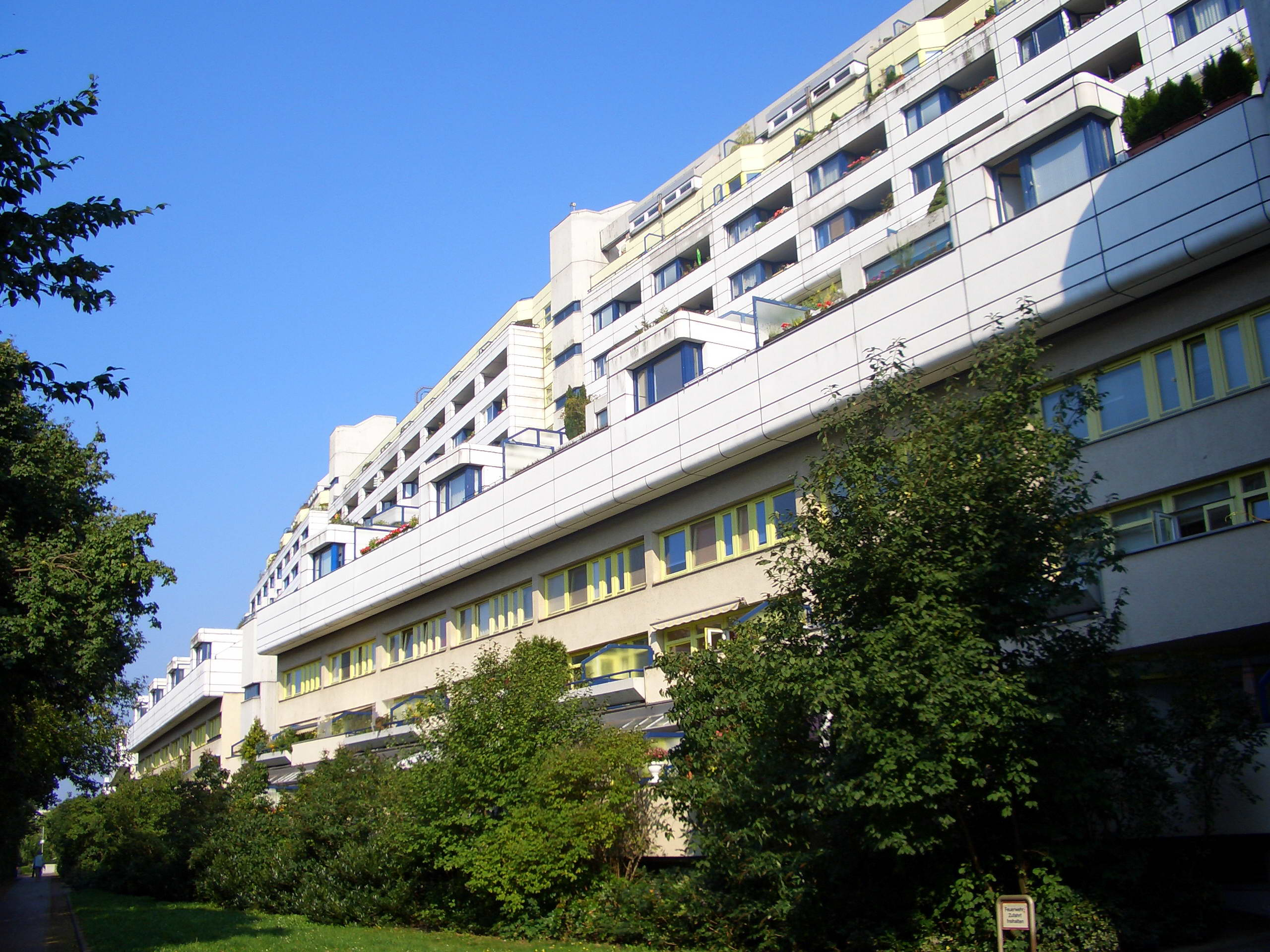
Zijaanzicht van de autowegovergang aan de Schlangenbader Straße

- in het noorden door de Heidelberger Platz en de Hanauer Straße,
- in het oosten door de Laubacher Straße (grens met het stadsdeel Friedenau),
- in het zuiden door de Südwestkorso,
- in het zuidwesten door de Breitenbachplatz, de Dillenburger, Sodener en Wiesbadener Straße (grenzen met het stadsdeel Schmargendorf),
- in het noordwesten door de Mecklenburgischen Straße (tevens grens met het stadsdeel Schmargendorf).

Voor de bewoners is de Rüdesheimer Platz het centrum van de wijk, dat rond 1905 door Georg Haberland in Engelse landschapsstijl werd aangelegd. De bebouwing is uniform, maar toch geïndividualiseerd. Iets weg van de Rüdesheimer Straße ligt de in 1911 door Emil Cauer d.J. ontworpen plantsoen voor de Siegfriedbrunnen. 
In het westen bevindt zich de autowegoverbouwing uit de jaren 1970. De plaats vormt een groot architectonisch contrast met de rest van de buurt.

Onder de wijk ligt de metrolijn U3 met de metrostations (Heidelberger Platz, Rüdesheimer Platz en  Breitenbachplatz). Belangrijke verkeersader voor het particuliere vervoer is de Wiesbadener Straße.

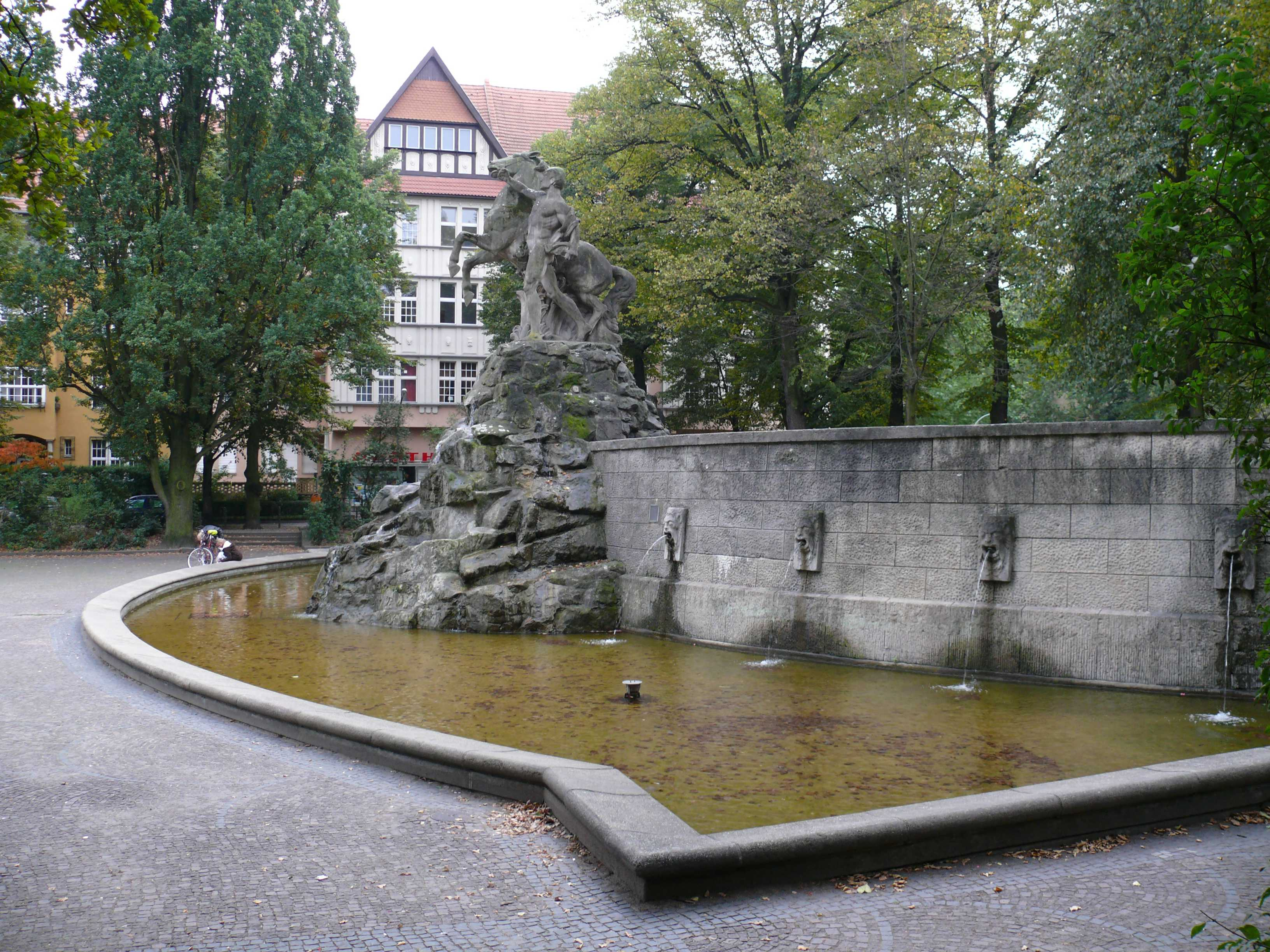
Fontein ob de Rüdesheimer Platz
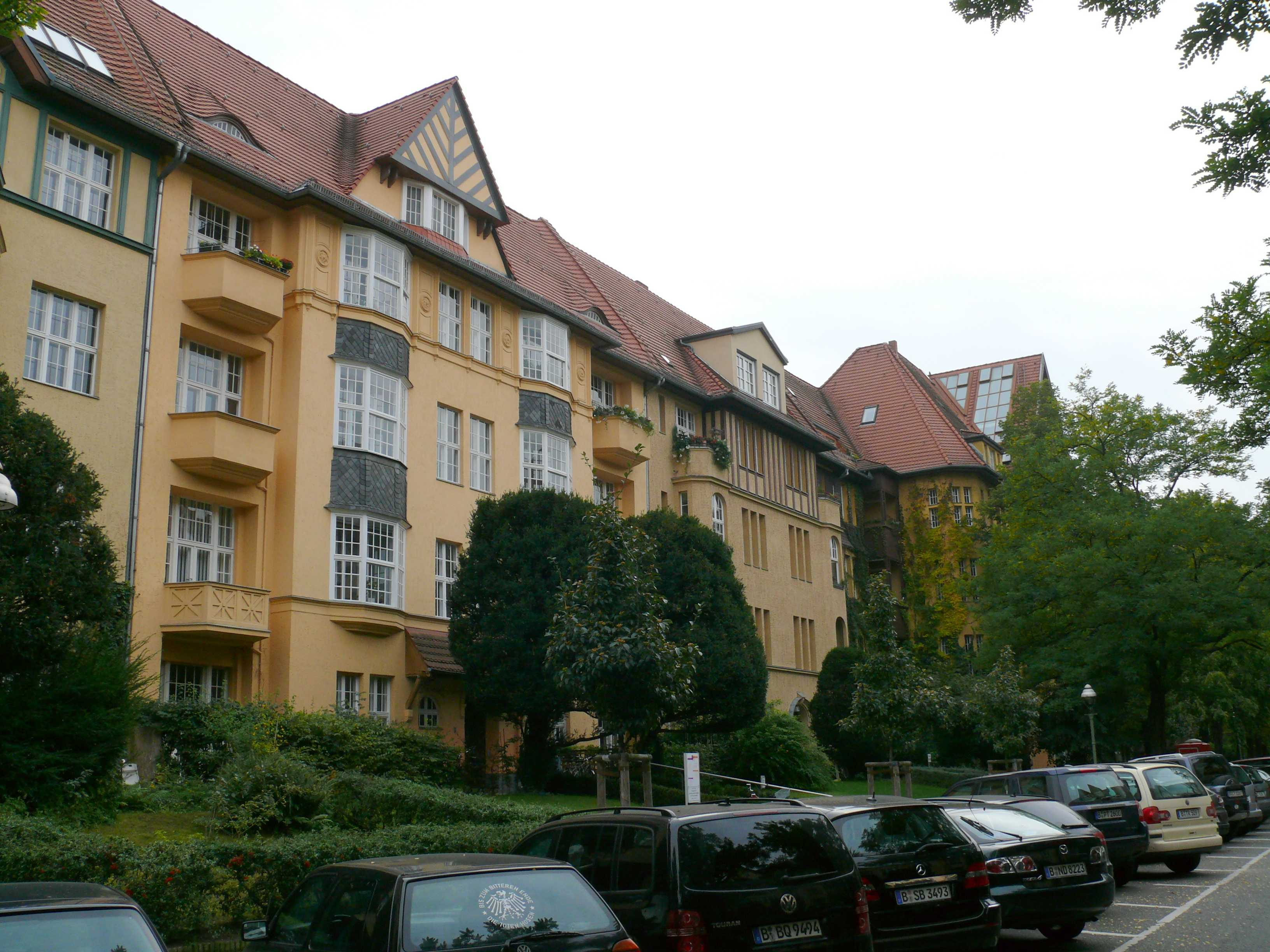
Landauer Straße
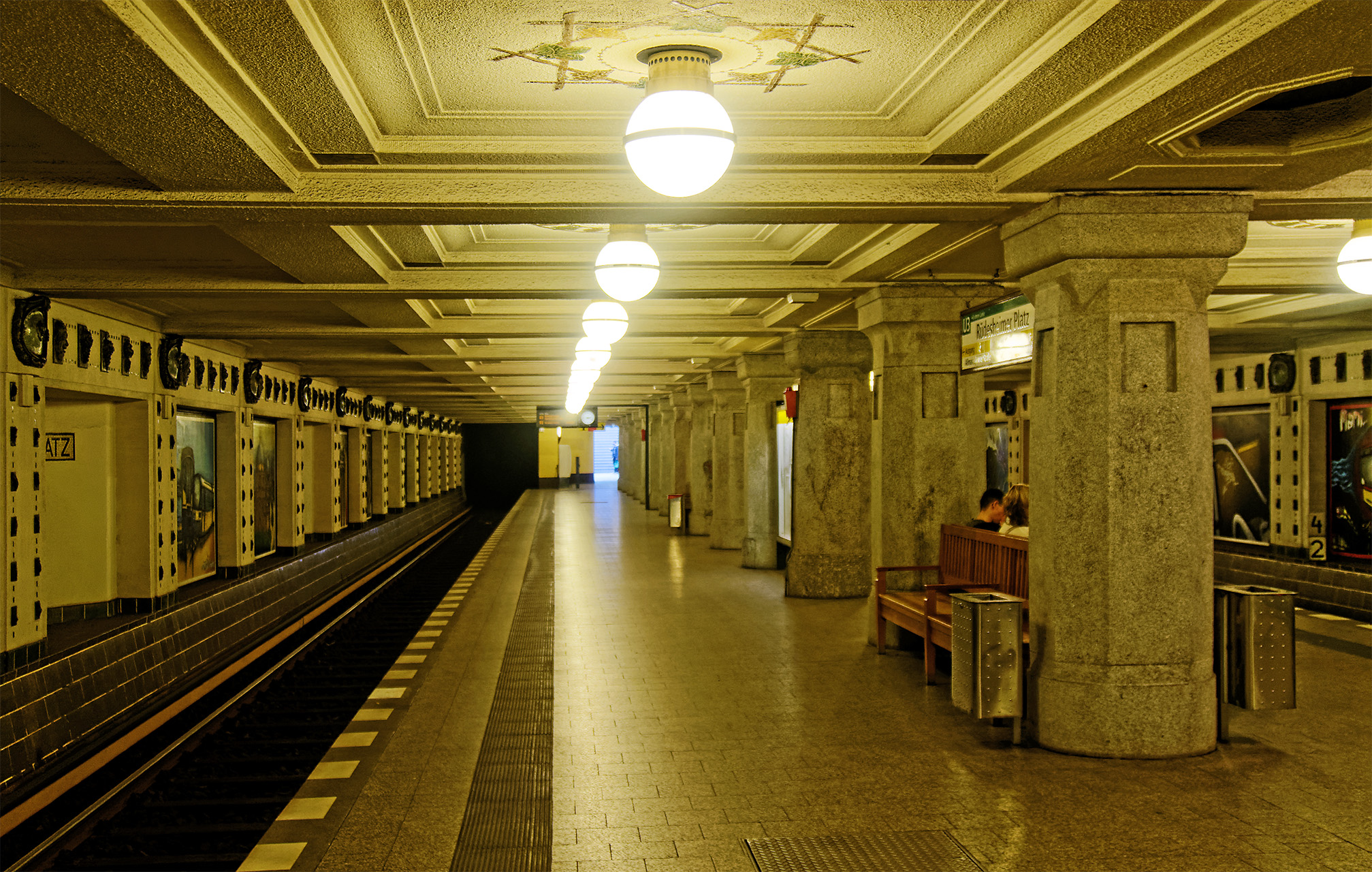
Metrostation Rüdesheimer Platz